# Kajsa
Kajsa (ˈka͜ɪ.sa) ist ein schwedischer weiblicher Vorname.
Es handelt sich um eine Koseform von Karin, was wiederum eine Kurzform von Katharina oder Karolina ist.

## Verbreitung
In Deutschland wurde der Name in den letzten 10 Jahren rund 120 Mal vergeben. Dahingegen kommt er in Österreich und der Schweiz nur sehr selten vor.
Im skandinavischen Raum ist Kajsa besonders in Schweden beliebt, zwischen 1999 und 2009 war er in den Top 100 zu finden. Von 1998 bis 2022 wurde der Name dort etwa 3100 Mal gewählt. Ebenfalls findet seine Vergabe in Dänemark und Norwegen recht regelmäßig statt. Außerdem ist er in der Namensgebung von Schottland, Kanada und den USA nachgewiesen.

## Bekannte Namensträger
- Kajsa Arnold (* 1964), deutsche Autorin
- Kajsa Bergqvist (* 1976), schwedische Hochspringerin
- Kajsa Bergström (* 1981), schwedische Curlerin
- Kajsa Ernst (* 1962), schwedische Schauspielerin
- Kajsa Kling (* 1988), schwedische Skirennläuferin
- Kajsa Vickhoff Lie (* 1998), norwegische Skirennläuferin
- Kajsa Næss (* 1970), norwegische Filmregisseurin und Animationsfilmerin
- Kajsa Ollongren (* 1967), niederländische Politikerin
- Kajsa Rinaldo Persson (* 1997), schwedische Tennisspielerin
- Cajsa Warg (1703–1769), schwedische Köchin und Kochbuchautorin (auch Kajsa Warg)